# Otto Selz
Otto Selz (14 de fevereiro de 1881 – 27 de agosto de 1943) foi um psicólogo alemão de Munique, Baviera, que formulou a primeira teoria do pensamento não associonista, em 1913. Influenciado pela tradição fenomenológica alemã, Selz usou o método da introspecção, mas, diferentemente de seus antecessores, sua teoria se desenvolveu sem o uso de imagens e associações. Wilhelm Wundt usou o método de introspecção na década de 1880, mas pensou que processos mentais de nível superior não podiam ser estudados no laboratório científico. 

## Trabalhos
As ideias de Selz anteciparam alguns dos principais conceitos da psicologia cognitiva moderna, incluindo os seguintes: 
- A unidade de pensamento é a associação dirigida.
- Compreender um problema envolve formar uma estrutura.
- Resolver um problema envolve testar condições.

Selz foi professor associado de filosofia jurídica na Universidade de Bonn, 1921-1923. De 1923 a 1933, Selz foi professor titular de filosofia, psicologia e pedagogia da Escola de Negócios Mannheim. Ele também serviu como Reitor da Escola de Graduação de Mannheim, 1929-1930. A carreira de Selz foi encurtada pelas políticas nazistas na Europa, que o baniram de sua profissão na Alemanha porque ele era judeu. Em 1938, ele foi preso no campo de concentração de Dachau, mas foi libertado após cinco semanas. Em 1939, Selz emigrou para a Holanda, ensinando e pesquisando (às vezes não oficialmente) em Amsterdã até 1943. Em 24 de julho de 1943, ele foi preso e detido no campo de concentração de Westerbork. Um mês depois, em 24 de agosto, ele foi transportado para o campo de concentração de Auschwitz. Três dias depois, em 27 de agosto de 1943, Selz morreu nas proximidades de Auschwitz. 
Além de dois alunos, Julius Bahle (um psicólogo que aplicou a psicologia do pensamento produtivo de Selz à psicologia da composição musical) e Adriaan de Groot, Selz nunca fundou uma escola e, após 1933, seu nome desaparece quase completamente da literatura psicológica alemã.
Até recentemente, seus trabalhos eram praticamente não traduzidos do alemão para o inglês. 
Em 2004, o filósofo e psicólogo Michel ter Hark, da Universidade de Groningen, publicou um livro chamado Popper, Otto Selz and the Rise of Evolutionary Epistemology, no qual ele argumenta que Karl Popper obteve parte de suas ideias de Selz, embora haja crítica a essa alegação quanto à originalidade. O próprio Selz nunca publicou essas ideias, em parte por causa da ascensão do nazismo, que o forçou a deixar o trabalho em 1933, e a proibição de referenciar o trabalho de Selz.

## Obras (em alemão)
- 1910: "Die psychologische Erkenntnistheorie und das Transzendenzproblem" ("A teoria psicológica do conhecimento e o problema da transcendência"). Archiv für die gesamte Psychologie 16, 1–110.
- 1913: Über die Gesetze des geordneten Denkverlaufes. Eine experimentelle Untersuchung (Sobre as leis do processo de pensamento ordenado. Uma investigação experimental). Speemann, Stuttgart.
- 1919: (com W. Benary, A. Kronfeld e E. Stern) Untersuchungen über die psychische Eignung zum Flugdienst (Estudos sobre a aptidão psicológica para a ocupação de vôo). Schriften zur Psychologie der Berufseignung und des Wirtschaftslebens, Heft 8. Barth, Leipzig.
- 1922: Zur Psychologie der produktiven Denkens und des Irrtums (Sobre a psicologia do pensamento produtivo e do erro). Cohen, Bonn.
- 1924: Die Gesetze der produktiven und reproduktiven Geistestätigkeit (As leis da atividade mental produtiva e reprodutiva). Cohen, Bonn.
- 1991: Wahrnehmungsaufbau und Denkprozeß (Sistema perceptual e processo de pensamento). Selected writings, edited by A. Métraux and T. Hermann. Huber, Bern. ISBN 3-456-81941-2.